# Obrador Anfruns
L'Obrador Anfruns és una obra de Ripoll protegida com a Bé Cultural d'Interès Local.

## Descripció
La façana del que havia estat l'obrador de la família de serrallers Anfruns és l'única mostra que perviu a Ripoll de com eren els obradors d'artesans d'èpoques passades. Està format per una porta de fusta i dues lleixes de pedra. Interiorment no queda cap element de l'obrador de serraller.